# 김삼순
김삼순(金三純, 1909년 2월 3일~2001년 12월 11일)은 대한민국의 세균학자이다.
호(號)는 봉조(鳳鳥)이고 새박사라는 닉네임으로 유명하였던 그녀는 전라남도 담양군 출생이고, 정치가 이회창의 이모이기도 하다.

## 생애
1909년 전라남도 담양에서 태어나 1927년 경기여자고등학교를 졸업하고, 이후 1933년 일본 홋카이도 제국대학을 졸업하였다. 1933년부터 1938년까지 진명여고, 경기여고 교사, 1940년 4월부터 1941년 3월까지 일본 규슈대학 이학부 조수를 역임하였다. 1966년 일본 규슈대에서 박사학위를 받았다. 1968년 서울여대 교수를 맡았고 1970년부터 삼성농장 대표를 맡았다. 1972년부터 1976년까지 한국균학회 회장을 맡았고, 1976년부터는 한국균학회 명예회장을 맡았다.

## 생애 및 업적
김삼순 교수는 남다른 과학 열정으로 한국 균학의 제도적, 학문적 발전을 이끈 한국의 첫 여성 과학자이자 균학의 대모다.
그녀는 일본의 도쿄여자고등사범학교를 졸업한 후 교사로 활동하다가 1941년 한국인 여성 최초로 제국대학 이학부에 입학했다. 홋카이도제국대학 식물학과로 진학한 그는 사카무라 테츠(坂村撤)의 식물생리학교실에 들어가 곰팡이의 일종인 사상균을 주제로 연구를 수행했다. 그 결과 “Nitrite의 흡수에 관해서”와 “사상균에 의한 초산염 및 색소의 흡수”라는 졸업논문을 작성하고 1943년 9월 졸업했다. 졸업 후 그녀는 균학을 배우기 위해 홋카이도제국대학 농학부 대학원으로 진학하여 응용균학교실에 들어갔다. 이 무렵 2차 세계대전이 격화되자 그녀는 귀국했고, 해방이 되면서 일본으로 가지 못하고 한국에 남게 됐다.
해방 후 김삼순은 서울대학교 사범대학 생물과 교수가 되었다. 교수가 된 후에도 박사학위에 대한 미련이 커 일본으로 갈 방도를 계속 모색했다. 1948년 그 기회가 생기자 교수직을 사임하고 떠날 채비를 했으나 한국전쟁으로 좌절되었다. 그럼에도 그녀는 끝내 유학을 포기하지 않고, 15년 만인 1961년에 일본으로 다시 건너갔다. 그녀는 홋카이도대학을 거쳐 규슈대학 농학부의 도미타 키이치(富田義一) 교수의 생물물리연구실에서 연구생으로 활동했다. 과학을 향한 그녀의 열정이 남달랐던 것을 알 수 있다.
규슈대학에서 그는 누룩곰팡이가 분비하는 탄수화물 분해효소인 다카아밀라제 A와 빛의 상호관계를 주제로 연구했다. 이 과정에서 여러 편의 논문을 [일본농예화학회지]에 발표하고, 세계적인 과학잡지 [네이처(nature)]에도 1965년 도미타와 함께 “Substrate Effect on Heat Inactivation of Taka-amylase A”와 “Inhibition of Photo-Inactivation of Taka-amylase A by Halogen Ions” 두 편의 논문을 발표했다. 그리고 이 논문들을 종합하여 1966년 “Photoinactivation of Taka-amylase A(다카아밀라제 A의 광불활성화)”라는 제목의 학위논문을 제출하여 한국인 최초로 여성 농학박사가 되었다. 
귀국한 그녀는 건국대학교 교수로 있다가 1968년 서울여자대학 식품영양학과 초대 교수로 부임하며 본격적으로 응용균학 연구에 착수했다. 그녀의 과학은 기초연구의 색이 짙은 박사논문과는 거리가 먼 버섯을 대상으로 조사, 시험, 개발의 응용연구라 할 수 있었다. 그녀는 과학연구를 위해 서울여대 부설 미생물연구소를 설립하고 정부의 재정 지원을 받기 위해 연구비 수주에도 힘을 기울였다. 1972년에는 한국균학회를 창립하고 초대회장을 역임하며 학회지 발간, 국제균학협회 가입, 공동채집회 개최 등을 추진하며 균학의 제도적 발전에 앞장섰다. 나아가 그녀는 느타리버섯의 첫 인공재배 성공, 야생버섯의 시험재배 주도, [한국산 버섯도감] 출간 등의 선구적이고 뛰어난 성과도 거두었다. 1989년에는 자비로 성지학술상을 제정하여 우수한 균학자들에게 상을 수여하기도 했다. 
김삼순 교수는 열악한 환경 속에서도 뜨거운 과학 열정으로 한국 균학을 개척하고 그녀 스스로도 뛰어난 성과를 거둔 선구적 여성 과학자였다. 과학에서 여성이 배제되어 있던 때라 57세에 박사학위를 받고 81세에 버섯도감을 출간하는 등 험난한 과학 여정을 거치게 되었다. 비록 한국에서 늦은 나이에 과학연구를 수행했으나 그녀는 평생에 걸쳐 남다른 열정으로 정진한 결과 균학 제도화에서 발군의 리더십을 발휘하고 아울러 뛰어난 과학성취까지 거두었다. 이렇듯 그녀의 과학 여정은 20세기 한국의 한 여성이 과학자로 성장하기 위해 남다르게 기울인 노력의 증표이자 발자취였다.

## 학력
- 1928~1933 일본 도쿄여자고등사범학교 선과 졸업
- 1941∼1943 일본 홋카이도제국대학 이학부 식물학과 이학사
- 1966 일본 규슈대학 농학부 농학박사

## 경력
- 1933~1938 진명/경기여자고등보통학교 교사
- 1946~1948 서울대학교 사범대학 교수
- 1968~1974 서울여자대학 식품영양학과 교수
- 1972~1976 한국균학회 초대 및 2대회장
- 1976~2001 대한민국학술원 회원, 명예회원

## 가족 관계
- 할아버지 : 김용현(金庸炫)
- 아버지 : 김재희(전남 담양군 창평면의 천석꾼)
- 배우자 : 강세형(姜世馨, 1899년 6월 21일 - 1960년 7월, 제3대 국회의원)
- 여동생 : 김사순(이회창의 어머니)
- 제부 : 이홍규
- 이질 : 이회창(前 대한민국 국무총리)
- 오빠 : 김홍용(金洪鏞, 1902년 10월 3일 - 1950년 8월 15일, 제2대 국회의원)
- 남동생 : 김문용(金汶鏞, 1916년 6월 23일 담양 - 1995년 2월 7일, 제2대 국회의원)
- 남동생 : 김성용(金星鏞, 1918년 1월 9일 - 1999년 1월 7일, 제6대, 제7대, 제9대 국회의원)

## 같이 보기
- 한국전쟁
- 이회창
- 장면
- 석주명
- 우장춘
- 송진우

## 참고 자료
- <이회창 누구인가… ⑵ 친인척> 政·官·財·법조계 망라 [국민일보] 2002-05-09
- 한국균학회